# Потамологія
Потамоло́гія (від грец. potamos, що в перекладі означає «річка») — наука про річки. Розділ гідрології, який займається вивченням поверхневих водотоків та їхніх режимів.
Потамологія зосереджується здебільшого на питаннях річкової динаміки та всіх явищах, пов'язаних з ерозією (розмиванням) та відкладенням наносів у річищах річок.